# Withyham
Withyham är en ort och civil parish i Storbritannien.   Den ligger i grevskapet East Sussex och riksdelen England, i den södra delen av landet, 50 km söder om huvudstaden London. Withyham ligger 56 meter över havet och antalet invånare är 2 651.
Terrängen runt Withyham är huvudsakligen platt. Withyham ligger nere i en dal. Runt Withyham är det ganska tätbefolkat, med 172 invånare per kvadratkilometer. Närmaste större samhälle är Crowborough, 5,0 km söder om Withyham. I omgivningarna runt Withyham växer i huvudsak blandskog.